# Barbado da Terceira
De Barbado da Terceira is een Portugees hondenras afkomstig van de Azoren. Het zijn veedrijf- en waakhonden.

## Algemeen
De Barbado da Terceira is het tiende officiële Portugese hondenras, en is door de Clube Português de Canicultura in 2004 voorlopig als hondenras erkend. De oorsprong van de hond is het eiland Terceira, onderdeel van de Azoren. Daar werd het ras gebruikt om vooral runderkuddes te drijven, en ook als waakhond. Midden vorige eeuw kwam de hond ook naar het vasteland van Portugal, en inmiddels zijn er ongeveer 1200 honden met een officiële afkomst.

## Kenmerken

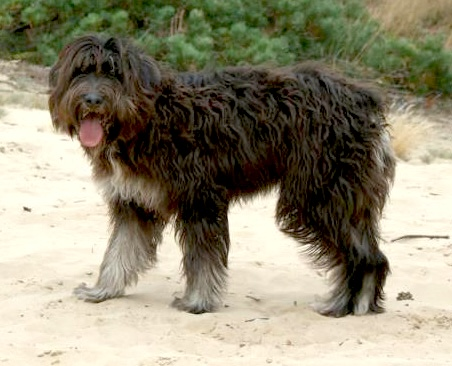
Jonge teef

De Barbado da Terceira wordt gezien als een hond voor het drijven van vee. Hij is zeer wendbaar en dynamisch en leidt het vee met het grootste gemak. De Barbado da Terceira werd voor dit doel oorspronkelijk vooral gebruikt op Terceira. De honden worden voor het werk geselecteerd op grond van hun bijtstijl: laag bijtende honden (bij de hak) worden voor melkvee gebruikt, hoog bijtende honden voor het drijven van wild vee.  Ook worden de honden wel voor het hoeden van geiten en schapen gebruikt.
De Barbado da Terceira heeft een sterke wil en is een assertieve hond. Hij is gemakkelijk op te voeden en doet zijn baas graag een plezier. Zijn opleiding en de dagelijkse zorg moet positief-opbouwend zijn, dat past bij zijn aard. Het is gemakkelijk hem op te leiden en te trainen; het dier onthoudt snel wat hem is geleerd. Dit grote leervermogen kan ook een keerzijde hebben voor de eigenaar, omdat hij ongewild dingen kan leren die hij niet zou moeten leren. Consistentie in het gebruik van de basis- en de kameraadschapsregels zijn  belangrijk. Door zijn grote behoefte aan menselijk contact is het geen hond die het goed doet in een kennel of die verbannen wordt naar een hoek van de tuin.
De Barbado wordt ook gebruikt als een goed functionerende waakhond terwijl het daarnaast ook een goede gezelschapshond is door zijn prettige karakter en leergierigheid. Op het moment zijn er ongeveer tweehonderd exemplaren van dit ras op Terceira zelf, en nog ongeveer 1000 op het Portugese vasteland. Buiten de Portugese landsgrenzen is de Barbado nog altijd zeldzaam. In Finland, Oostenrijk, Frankrijk, België en Nederland zijn enkele exemplaren.

## Oorsprong

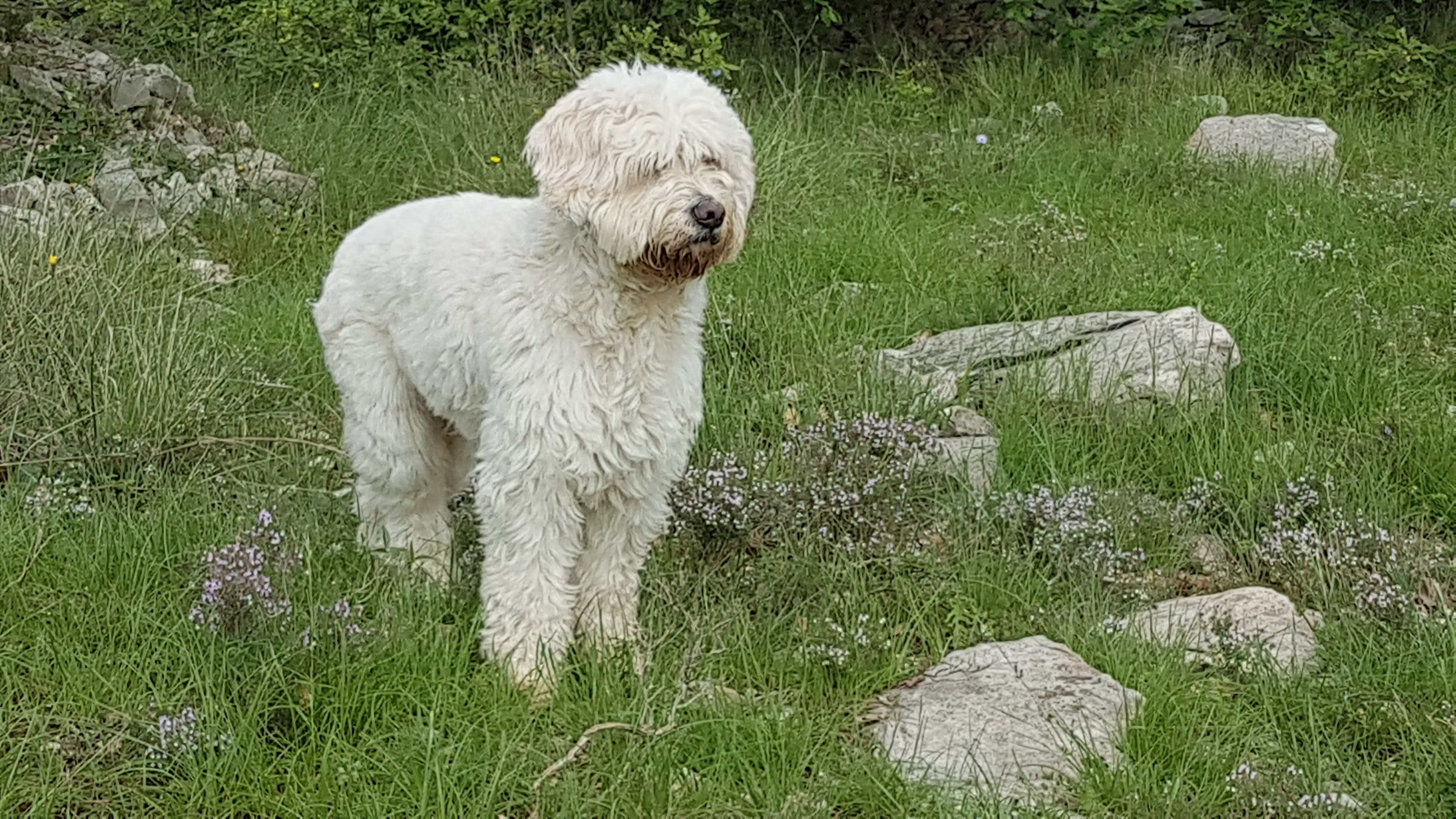
Witte Barbado da Terceira

Er zijn twee hypotheses naar voren gebracht met betrekking tot de oorsprong van het ras. Men zegt dat het ras voortkwam uit jachthonden die door kolonisten uit heel Europa werden meegebracht, als gevolg van de hoeveelheid wilde runderen op de Azoren, en men noemt de morfologische gelijkenis tussen verschillende soorten Griffons, Barbets en andere op groot wild jagende honden met draadhaar en de Barbado. Of dat klopt is niet helemaal duidelijk. Afgezien van de zeldzaamheid van deze honden buiten hun nationale grenzen, is dit soort honden eigenlijk morfologisch heel anders dan de Barbado. Ook worden deze rassen anders gebruikt, de Barbado is veel meer gericht op het hoeden van vee dan op het jagen erop.
De tweede hypothese is dat de Barbado voortkomt uit middelgrote langharige drijf en/of veehonden, die vrij veel in heel Europa voorkomen. Gezien de overeenkomsten in uiterlijk en werkzaamheden, is dit waarschijnlijk de meest realistische mogelijkheid. Zeer waarschijnlijk kwam het ras voort uit dezelfde hondengroep die ook voorouder was van de Azoren Cattle Dog.

## Uiterlijk

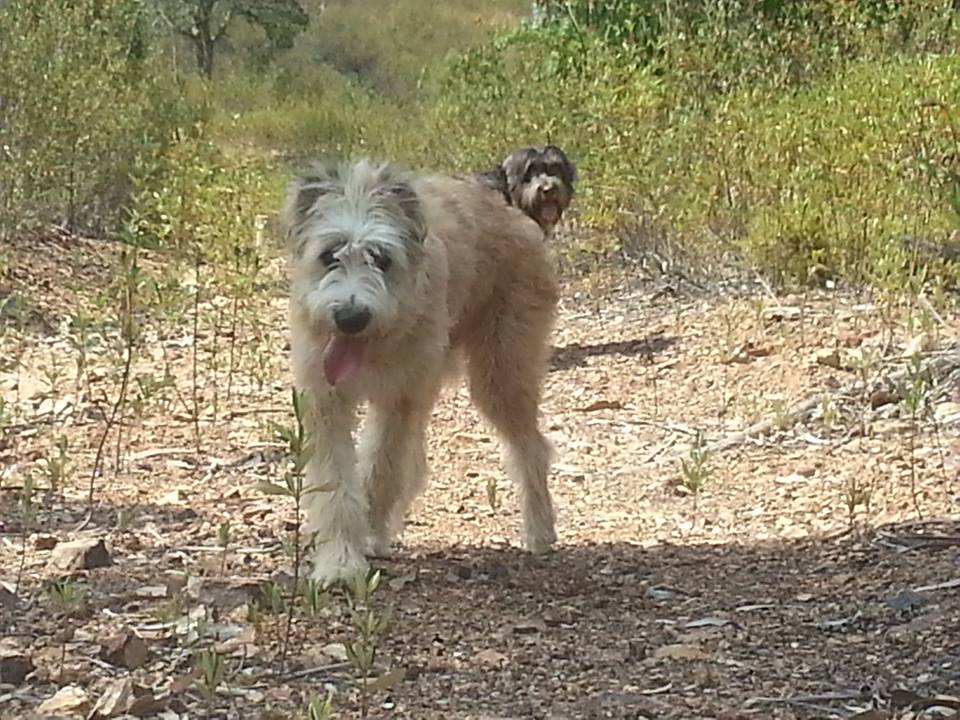
Twee Barbado da Terceira's

De Barbado is een middelgrote hond, met een robuuste en volumineuze uitstraling. De hoogte en het gewicht zijn 52 tot 58 cm en 25 tot 30 kg voor reuen, en 48 tot 54 cm en 21 tot 26 kg voor teven. Traditioneel voor de Barbado is de gecoupeerde staart en vaak ook de oren. Dat laatste komt steeds minder voor, en vanaf 2016 wordt het couperen van de staarten ook steeds minder vaak uitgevoerd, al blijft de gecoupeerde staart wel in de rasstandaard staan. De vacht is lang en licht golvend, met een dichte ondervacht. De huidige vacht is nog steeds zeer gevarieerd qua kleur en textuur, maar voelt zacht aan. De meest voorkomende kleuren zijn zwart, grijs, beige en geel in verschillende tinten, van donker tot bijna gebroken wit. Bruin en merle zijn niet aanvaard.
In Nederland is het ras per 16 oktober 2018 erkend als nationaal ras en vanaf 1 januari 2019 is het showen met de Barbado da Terceira officieel toegestaan. Inschrijven kan in het voorlopige register. In België is het registreren en showen sinds 2019 mogelijk.